# Hans Hoffmann (Musiker)
Hans Hoffmann (* 26. Januar 1902 in Neustadt, Landkreis Neustadt O.S., Provinz Schlesien; † 26. August 1949 in Bielefeld) war ein lyrischer Tenor, Musikwissenschaftler und städtischer Musikdirektor in Bielefeld.

## Leben und Wirken
Hans Hoffmann studierte zunächst an den Universitäten von Breslau, Leipzig, Berlin und Kiel (bei Fritz Stein) Musikwissenschaft und wurde am 17. Mai 1927 in Kiel summa cum laude zum Dr. phil. promoviert. Außerdem studierte er Violine und Gesang (in Berlin bei Baptist Hoffmann). Ab 1928 profilierte er sich als Konzertsänger, in Oratorien und Passionen, aber auch als Liedinterpret. Im Wiener Musikverein übernahm er 1940 bei der Uraufführung von Franz Schmidts Kantate Deutsche Auferstehung. Ein festliches Lied den Tenorpart. Am 18. Juni 1939 beantragte er die Aufnahme in die NSDAP und wurde zum 1. Januar 1940 aufgenommen (Mitgliedsnummer 7.797.530).
Hoffmann war parallel zu seiner Gesangskarriere auch als Musikwissenschaftler tätig (Dozent in Kiel und Professor an der Universität Halle). Im Anschluss an seinen Wechsel nach Bielefeld wirkte er dort unter anderem von 1936 bis 1949 als Leiter des Musikvereins der Stadt Bielefeld und als Kapellmeister am Theater sowie schließlich als Städtischer Musikdirektor.

## Veröffentlichungen (Auswahl)
- Die norddeutsche Triosonate des Kreises um Johann Gottlieb Graun und Carl Philipp Emanuel Bach (Dissertation). Auslieferung bei W. G. Mühlau, Kiel 1927.
- Heinrich Schütz und Johann Sebastian Bach: 2 Tonsprachen und ihre Bedeutung für die Aufführungspraxis. Bärenreiter-Verlag, Kassel 1940.
- Vom Wesen der zeitgenössischen Kirchenmusik. Bärenreiter-Verlag, Kassel 1949.